# 提图斯·昆克修斯·弗拉米尼努斯
提图斯·昆克修斯·弗拉米宁（英語：Titus Quinctius Flamininus），（前228年—前174年）。古罗马政治家、将领。曾担任执政官，在第二次马其顿战争中率军抵抗腓力五世，公元前197年经过多年战斗将其击败。公元前2世纪90年代，他主持着罗马东部政策，并使希腊独立。 公元前194年为缓和希腊与罗马矛盾而将军队撤出希腊，公元前192年由于希腊发生叛乱而再次进兵希腊，此事使他在罗马声誉大减，之后他的影响力逐渐衰微。公元前189年出任监察官一职。
西元前183年，下令處死已成困獸的迦太基名將漢尼拔·巴卡，不但沒有取得榮譽，反招來打落水狗之譏。對比西庇阿，在戰場上擊敗漢尼拔，並以禮相待，弗拉米尼努斯顯得器小。